# 이상주의
국제관계론에서, 이상주의(理想主義, 영어: idealism)는 국제협조에 따라 평화를 구축하려고 하는 학설을 일컫는다. 국제사회에서의 도의와 윤리, 국제법과 국제기관을 중시하고, 평화가 만국의 이익이라고 여겨졌다. 이것에 기인하여 평화교육의 추진, 부전조약의 체결, 국제연맹의 창설이 이루어졌다. 국제관계론에서 현실주의의 정반대에 위치한다고 여겨진다.

## 개요
이상주의는 제1차 세계대전의 전쟁 피해로 종종 제기되기 시작했지만, 힘에 따라 평화는 각국의 세력균형정책에 따라 유지되는 것이며, 이상주의에 대하여 기득권익을 가지지 않은 나라는, 대국(大國)에 따른 「평화의 기만」이라는 불만을 가지는 경향이 세며, 이상주의를 비판하고 있다. 또 제2차 세계대전의 발발에 따라 이상주의는 실패했다고 생각되었다. 그 핵심적인 사상을 자유주의로 가져왔다.
1980년대 이후, 국제관계론에서의 이상주의적 전통의 주요한 학자인 노먼 에인절, 존 메이너드 케인스, 레스터 피어슨 등에 관한 연구가 차례로 나오고 있다.

## 같이 보기
- 현실주의
- 자유주의
- 평화주의